# فرودگاه اسنیر ریور
فرودگاه اسنیر ریور (به انگلیسی: Snare River Airport) یک فرودگاه خصوصی است که یک باند فرود ماسه دارد و طول باند آن ۹۱۴ متر است. این فرودگاه در کشور کانادا قرار دارد و در ارتفاع ۲۱۳ متری از سطح دریا واقع شده است.